# 馮瑞權
馮瑞權（葡萄牙語：Fong Soi Kun，1961年—）， 澳門退休公職人員，曾任澳門地球物理暨氣象局第一任局長，也是《華南地震》期刊編委。

## 職業生涯
馮瑞權於1982年加入澳門地球物理暨氣象台，1993年6月至1996年期間擔任局長助理職務，隨後被定期委任為副局長一職至1998年。1998年11月1日，接替前台長黎梓建（Olavo Rasquinho）職務，開始擔任台長一職。1999年12月20日澳門回歸後，澳門地球物理暨氣象台易名為地球物理暨氣象局，一直擔任局長一職至2017年8月24日為止。
2017年8月24日，馮瑞權宣布請辭並且獲得核准，氣象局局長有關職權由副局長梁嘉靜暫任。

## 紀律調查

### 涉嫌違法授權
澳門廉政公署於《2016澳門廉政公署工作報告》中披露，馮瑞權於2014年將部分權限轉授予該局副局長梁嘉靜，包括「批准假期」、「超時或輪班工作」等「轉授予」梁嘉靜，但是轉授權的批示並未依法得到上級確認及在《公報》上公佈，有行政違法之嫌。馮瑞權承認曾簽署有關批示，解釋旨在釐清副局長權限，而非授權。廉署對馮瑞權上述講法表示感到詫異，表示「無論是內容還是形式，該內部批示皆為典型的轉授權批示，普通人從字裡行間也能得出局長透過該批示將權限轉授予副局長的結論」。又指馮瑞權亦曾於2000年和2012年作出過類似的轉授權批示，同樣未依法得到上級確認及在《特區公報》上公佈，認為馮瑞權發批示本身已構成行政違法，而副局長依據有關批示所作出的決定亦屬違法。
廉署指出，公共部門面對監察機關的調查或公眾、傳媒的質疑，應該抱着實事求是的態度，該解釋的解釋、該澄清的澄清，但當事實清晰、證據確鑿時，若繼續堅持己見、拒不認錯，甚至託辭狡辯，不僅無法及時糾正錯誤，而且會耗費行政資源。因氣象局一直否認事實，導致廉署前後索取了超過八百頁的文件，花費了八個月才完成調查。

### 辭職下台
2017年8月24日，馮瑞權以私人理由辭職，亦已在同日下午6時30分左右的特別發布會交代行政長官崔世安批准。同日晚上，馮瑞權宣布請辭並且獲得核准，氣象局局長有關職權由副局長梁嘉靜暫任。8月28日，廉政公署就颱風天鴿事件對馮瑞權展開調查。
2017年10月19日，廉政公署公佈氣象局颱風預報程序的調查報告，指氣象局在預測颱風及懸掛風球時，依賴氣象局前局長個人的判斷和決策，事前不商議事後不檢討，欠缺內部會商機制。非辦公時間考慮懸掛三號甚至八號風球時，氣象局領導留在家中依靠電話和網絡遙控決策，考量的標準連局內的工作人員都不清楚，內部人事及設備管理存在諸多問題，認為氣象局領導負有主要的、不可推卸的責任。廉署批評，馮瑞權在8月23日清晨，趕回氣象局後直接進入自己辦公室，未有到氣象監察中心向前線預報員了解情況及交換意見，表現出唯我獨尊、專業傲慢。而內部對颱風預報的標準、各自表述、因人而異，公眾對氣象局懸掛風球的依據和考量無從知曉。廉署又指出氣象局內聯網斷線比較頻繁，無法接收氣象數據，天鴿襲澳時多處氣象監察站停電時，因為後備電池故障而無法正常運作。退休基金會的批示指出馮符合《澳門公共行政工作人員通則》第263條第一款a項而聲明自願離職退休的規定，其每月的退休金根據有關法令及上述《通則》計算，每月可獲得8萬元澳門幣的長俸。

### 紀律處分
2018年4月11日，澳門特區政府公布馮瑞權的紀律調查結果，在有關的紀律程序中，預審員向行政長官提交的報告結論指，馮瑞權及氣象局前副局長梁嘉靜在天鴿襲澳期間因有過錯未以有效方式執行職務，須負上紀律責任，決定中止向馮支付退休金4年，梁則被紀律處分，停職130天。馮的請辭是以首席特級氣象技術員名義退休，可領取每月退休金8萬澳門元。
4月16日，馮瑞權向澳門中級法院上訴，2019年4月4日被判得直，撤銷撤職處分，惟政府表示將上訴到終審法院。
2021年3月3日，終審法院裁定政府在該案中敗訴，在判詞中表明當年政府對馮的處罰是理據不足，並不能對其過失的職務進行預判，意味著其本人撤職的紀律處分完結。